# エンド・オブ・オデッセイ
『エンド・オブ・オデッセイ』（原題：El cosmonauta、英題：The Cosmonaut）は、2013年のスペイン・ラトビア・ロシアのSF映画。クラウドファンディングで約5,000人から資金を集めて製作された作品である。

## あらすじ
1975年、ソビエト連邦の宇宙飛行士であるスタスは、有人月探査に成功。しかし、スタスからの連絡は途絶え、死亡されたと推測されていた。ところが7カ月後、スタスのモジュールから地球帰還の信号が送られてくる。

## スタッフ
- 監督：ニコラス・アルカラ
- 脚本：ニコラス・アルカラ
- 製作：ニコラス・アルカラ、カローラ・ロドリゲス、ブルーノ・テイシドール
- 撮影：ルイス・エンリケ・カリオン
- 編集：ニコラス・アルカラ、カルロス・セラーノ
- 音楽：ジョアン・バレント
- 衣装：マルガリータ・マンシー

## キャスト
- スタス：レオン・オッケンデン
- ユリア：カトリーネ・デ・カンドーレ
- アンドレイ：マックス・ロッソリー
- カマーニン：ガイ・ウィリアムズ
- チェロメイ：デヴィッド・バウス
- ニコライ：グレッグ・ブラックフォード
- セルゲイ：リー・チェイニー
- アレクサンダー：ハンズ・エッカート・エックハルト
- カマーニンの妻：レオナーダ・ケストレ
- ジョヴァンニ：トンマーゾ・デ・サンティス